# Vähä-Heinänen (ö i Egentliga Tavastland)
Vähä-Heinänen är en ö i Finland. Den ligger i sjön Vanajavesi och i kommunen Hattula i den ekonomiska regionen  Tavastehus ekonomiska region  och landskapet Egentliga Tavastland, i den södra delen av landet, 120 km norr om huvudstaden Helsingfors. Öns area är 2,3 hektar och dess största längd är 260 meter i nord-sydlig riktning.